# Schöntaler Hof (Heilbronn)

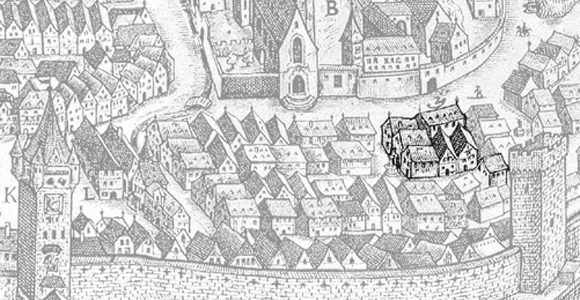
Schoentalerhof, Schlehenried, 1658 (Quelle Heilbronner Stadtarchiv)

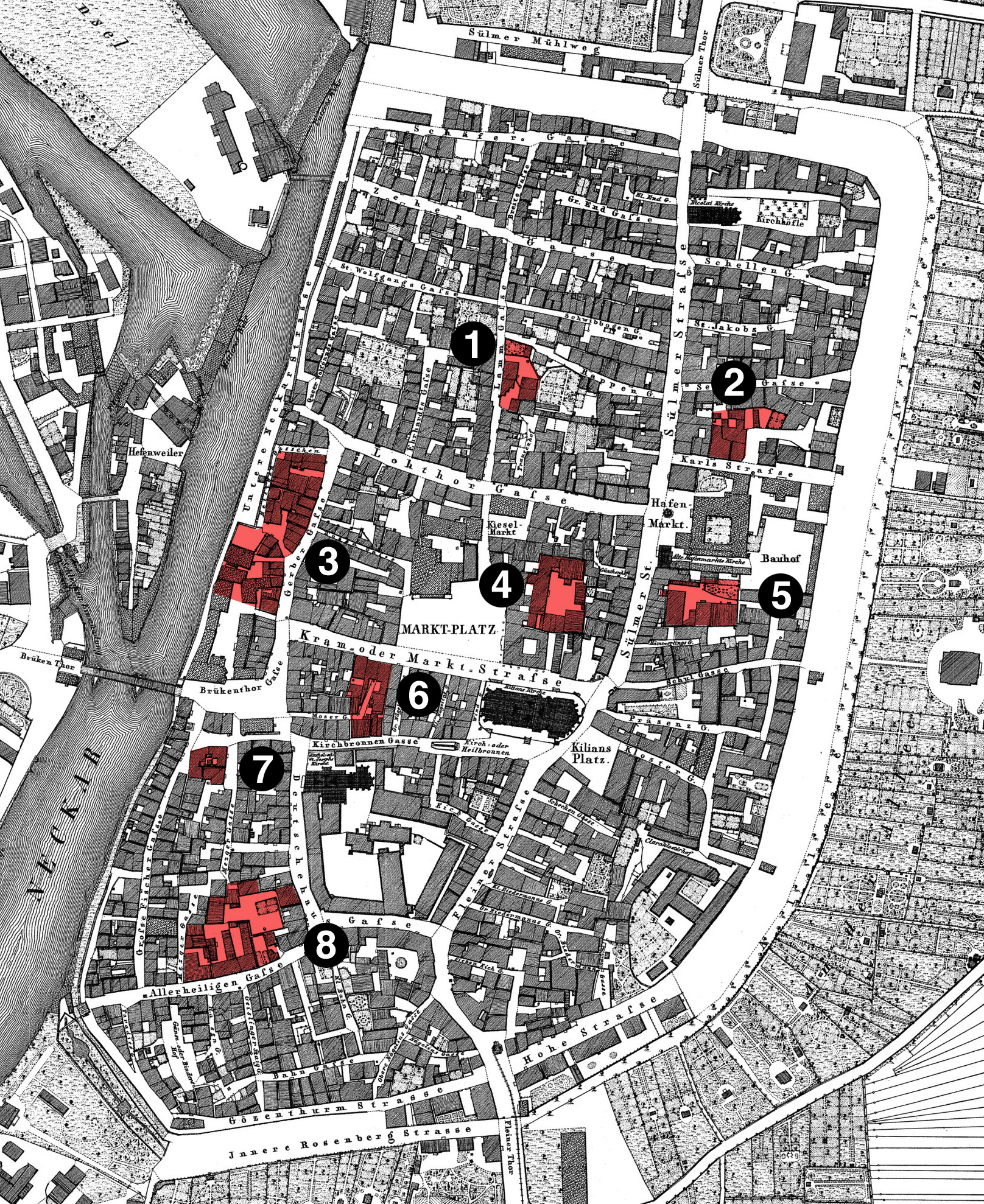
Der Schöntaler Hof (8) und die restlichen ehemaligen Pfleghöfe in Heilbronn markiert auf einem Stadtplan von 1834

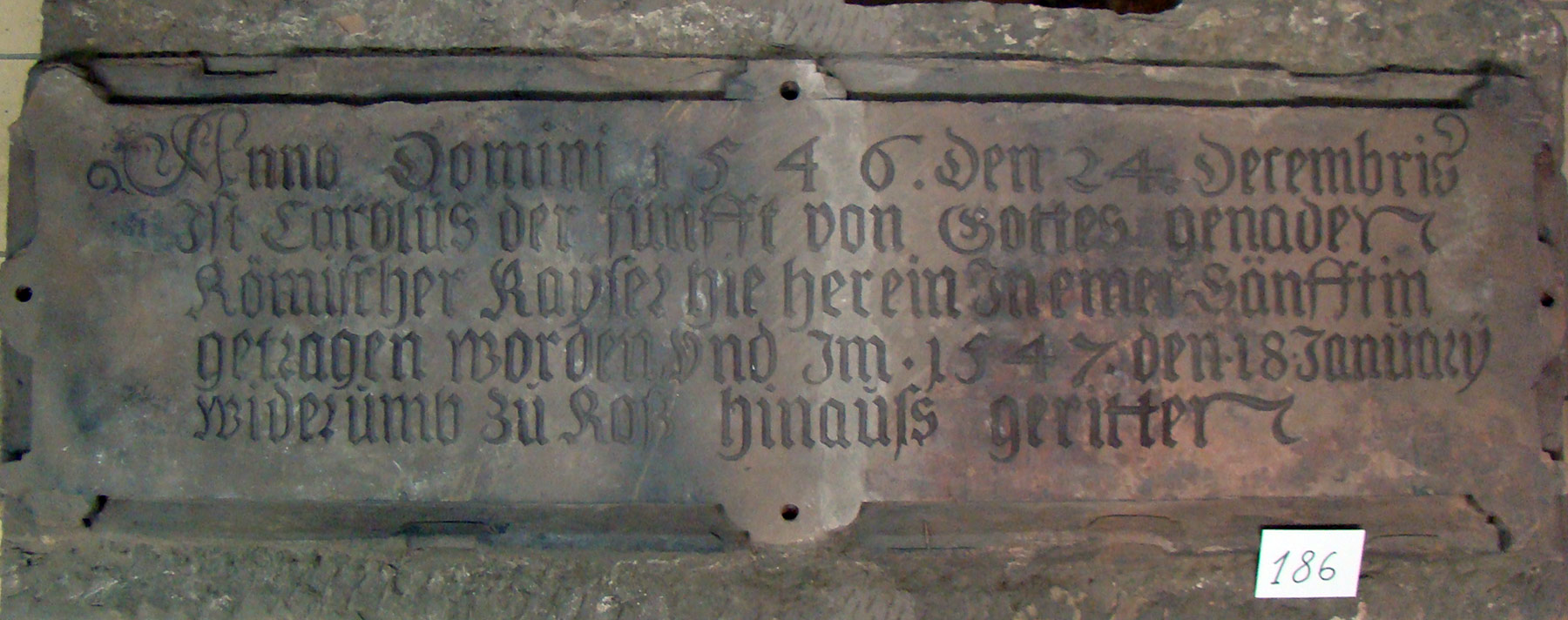
Inschriftenstein zur Erinnerung an die Anwesenheit Kaiser Karls V. 1546/47, heute verwahrt im Heilbronner Lapidarium

Der Schöntaler Hof war ein historischer Pfleghof des Klosters Schöntal in der Reichsstadt Heilbronn. Der 1311 durch eine Schenkung an das Kloster gelangte Hof befand sich südwestlich des Deutschhofs. Im Besitz des Klosters befanden sich die dortigen Gebäude und Grundstücke bis zur Säkularisation 1802/03. Später wurde ein Großteil des Areals neu von der Silberwarenfabrik Peter Bruckmann & Söhne überbaut. Letzte historische bauliche Überreste wurden beim Luftangriff vom 4. Dezember 1944 zerstört. Heute ist das Hofareal mit dem Einkaufszentrum Stadtgalerie Heilbronn überbaut.

## Geschichte
Die Anfänge des Schöntaler Hofes (ehemals Kubelscher Hof) sind für das Jahr 1311 mit einer beurkundeten Schenkung belegt, als der Heilbronner Bürger Konrad Kubel seinen Hof an die Klöster Schöntal und Oberstenfeld stiftete, wobei Oberstenfeld 1314 seinen Anteil an das Kloster Schöntal verkaufte. Das Kloster Schöntal hatte vor 1311 bereits einen Fruchtkasten in der Stadt Heilbronn besessen und erwarb im 14. Jahrhundert weitere Güter in der Stadt. Der Würzburger Diözesanbischof erlaubte 1356 den Bau einer Allerheiligenkapelle im klösterlichen Stadthof, die im Folgejahr geweiht wurde. 1399 kaufte sich das Kloster Schöntal für 600 Gulden von allen Steuer- und Dienstpflichten gegenüber der Stadt Heilbronn frei. Diese Befreiung galt bis 1516, als die Stadt gegen die Zahlung desselben Betrags wieder in den Genuss von Steuern und Dienstpflichten kam.
In der Zeit des deutschen Bauernkriegs fand der Abt von Schöntal im Schöntaler Hof eine Zuflucht. Am 12. Mai 1525 diente der Hof dem Bauernparlament und dem Bauernkanzler Wendel Hipler als Tagungsort. Kaiser Karl V. weilte in den Jahren 1546/1547 ebenso im Schöntaler Hof wie Kaiser Maximilian II im Jahre 1570. An den Aufenthalt von Karl V. erinnert ein alter Inschriftenstein, der im Heilbronner Lapidarium verwahrt wird.
Der Schöntaler Abt Johannes Lurz (1584–1607) ließ das Hauptgebäude 1595 erneuern. Es handelte sich um einen dreigeschossigen Renaissancebau mit einer Grundfläche von 16 mal 13,30 Metern. An der Renaissancefassade befanden sich die Bildsäulen der Kardinaltugenden. Sowohl das Erdgeschoss als auch die beiden Giebelwände waren in Stein ausgeführt. Unter Abt Theobald entstand 1614 ein neuer Querbau. Im Dreißigjährigen Krieg fiel das Kloster Schöntal zeitweilig an die schwedischen Besatzungstruppen, die damit die Grafen von Hohenlohe belehnten. So kam Graf Kraft von Hohenlohe von 1632 bis 1635 auch in den Besitz des Hofes in Heilbronn, den er jedoch im weiteren Verlauf des Krieges wieder an das Kloster zurückgab.
Die Baulichkeiten des Schöntaler Hofs und seine genaue Ausdehnung lassen sich heute nicht mehr vollständig rekonstruieren, da es im Lauf der Zeit immer wieder zu äußerst kleinteiligen Änderungen im Grundstücks- und Baubestand kam und sich die urkundlich belegten Hofgebäude nicht mehr alle lokalisieren lassen. Ältere Quellen weisen zumeist das gesamte Quartier zwischen Allerheiligengasse, Metzgergasse und Deutschhausstraße als Grundfläche des Schöntaler Hofes aus. Nach neuerer Forschung umfasste der Hof aber nur ein L-förmiges Gebilde aus Grundstücken und Gebäuden, nicht aber die unmittelbar an der Ecke Allerheiligengasse/Deutschhofstraße gelegenen Parzellen. In der Zeit von um 1700 bis 1804 war in jenem Quartier auch das Heilbronner Postamt untergebracht, bevor dieses aus Platzmangel in den Gasthof Falken wechselte. Nach der Säkularisation des Klosters Schöntal 1802/03 wurden die Heilbronner vormaligen Klostergüter vom württembergischen Staat parzelliert und bis 1819 an private Interessenten verkauft. Den Großteil des Quartiers erwarb zwischen 1809 und 1884 die Silberwarenfabrik Peter Bruckmann & Söhne, die weite Teile des Areals neu bebaut hat.
Die gesamte Bebauung des Areals wurde beim Luftangriff auf Heilbronn zerstört. Die Südmauer des Schöntaler Hofes an der Deutschhofstraße 13, die als einziger historischer Fassadenteil den Luftangriff überstanden hatte, wurde am 25. Januar 1949 gesprengt. Eine an der Nordmauer befindliche steinerne Gedenktafel, die an den Aufenthalt des Kaisers Karl V. 1546/1547 im Schöntaler Hof erinnerte, und eine Konsole aus dem 16. Jahrhundert konnten vor der Sprengung geborgen werden.